# Église Santi Angeli Custodi
L'église Santi Angeli Custodi (en français : Saints-Anges-Gardiens) est une église romaine située dans le quartier Monte Sacro sur la piazza Sempione, construite entre 1924 et 1925. Son nom fait référence à l'église Santi Angeli Custodi al Tritone du rione de Trevi, démolie à la même époque.

## Historique
L'église fut construite sur les plans de l'architecte Gustavo Giovannoni entre 1924 et 1925 avec la contribution du pape Pie XI. L'église est consacrée par ce même pape le 2 octobre 1925 par la constitution apostolique Ad culmen apostolicae et est allouée à la congrégation des Clercs réguliers mineurs. Elle obtient en 1965 le titre cardinalice Santi Angeli Custodi a Città Giardino institué par le pape Paul VI.
Elle reçut une visite pastorale de Jean-Paul II le 6 avril 1986.

## Architecture
L'église est accessible depuis la place par un escalier donnant sur un portail unique. La façade est sur deux niveaux et porte l'inscription Angelis custodibus. Le tympan possède une rosace moderne et l'église présente une coupole centrale.

Les fresques de la coupole, réalisées en 1962, sont d'Aronne Del Vecchio et représentent les Anges adorant, les Archanges saint Michel et Raphaël, la Sainte Trinité, et le Paradis des anges. Michele De Angelis a réalisé la chapelle de la Madone de la Miséricorde et celle du Sanctissime Crucifix.

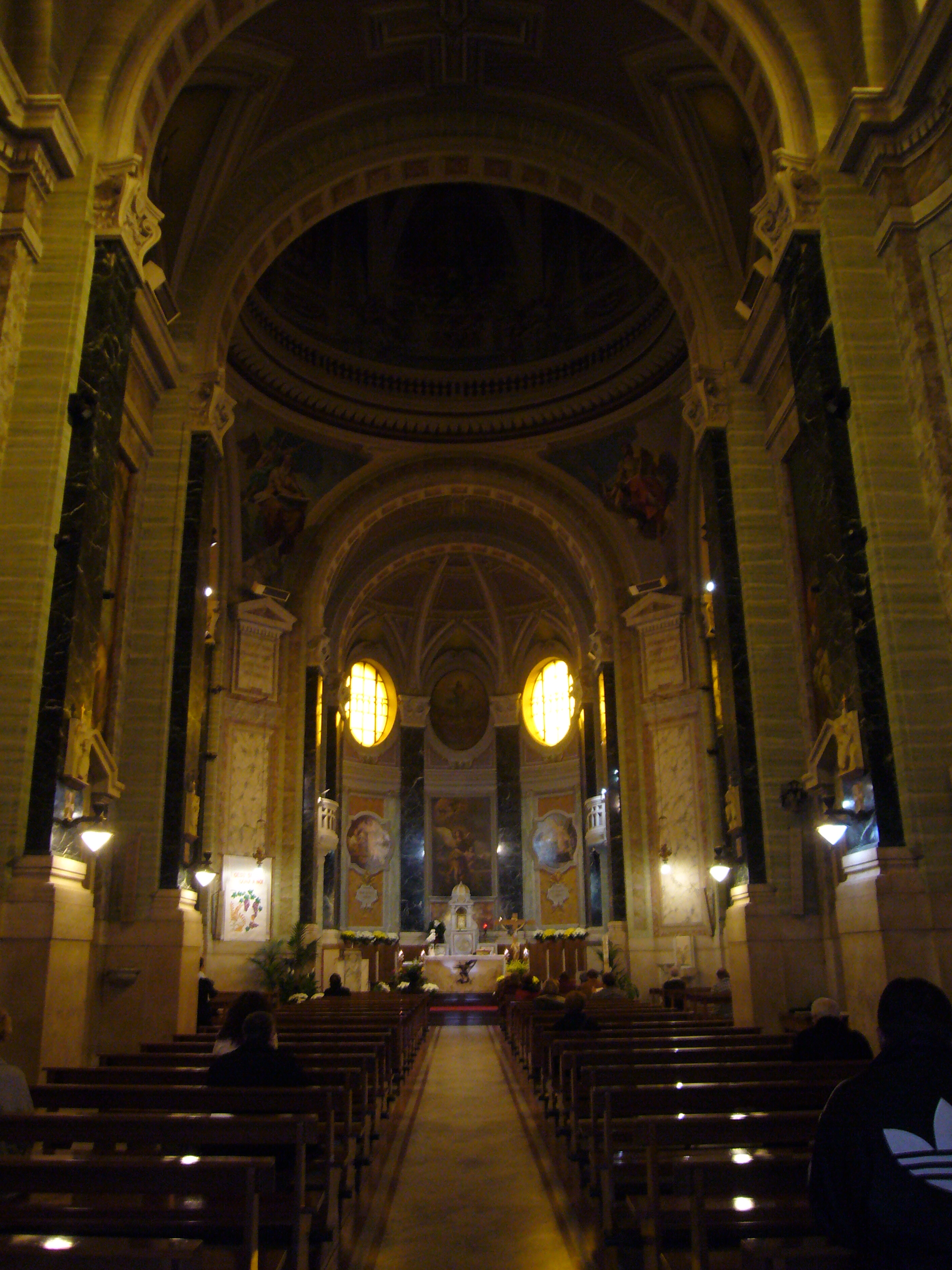
Intérieur
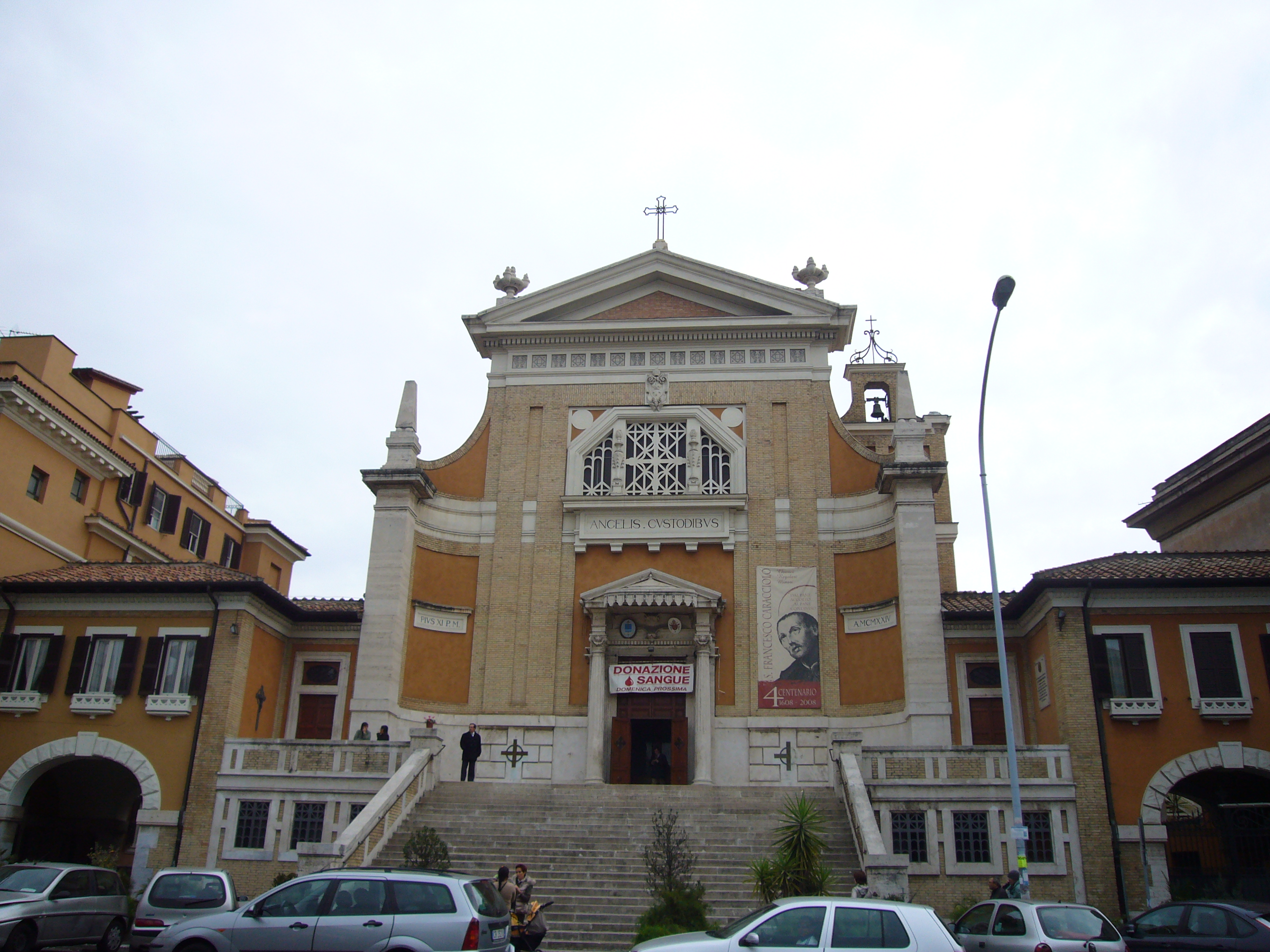
Vue du complexe